# Pothos longivaginatus
Pothos longivaginatus är en kallaväxtart som beskrevs av Cornelis Rugier Willem Karel van Alderwerelt van Rosenburgh. Pothos longivaginatus ingår i släktet Pothos och familjen kallaväxter. Inga underarter finns listade.